# Finding Nemo

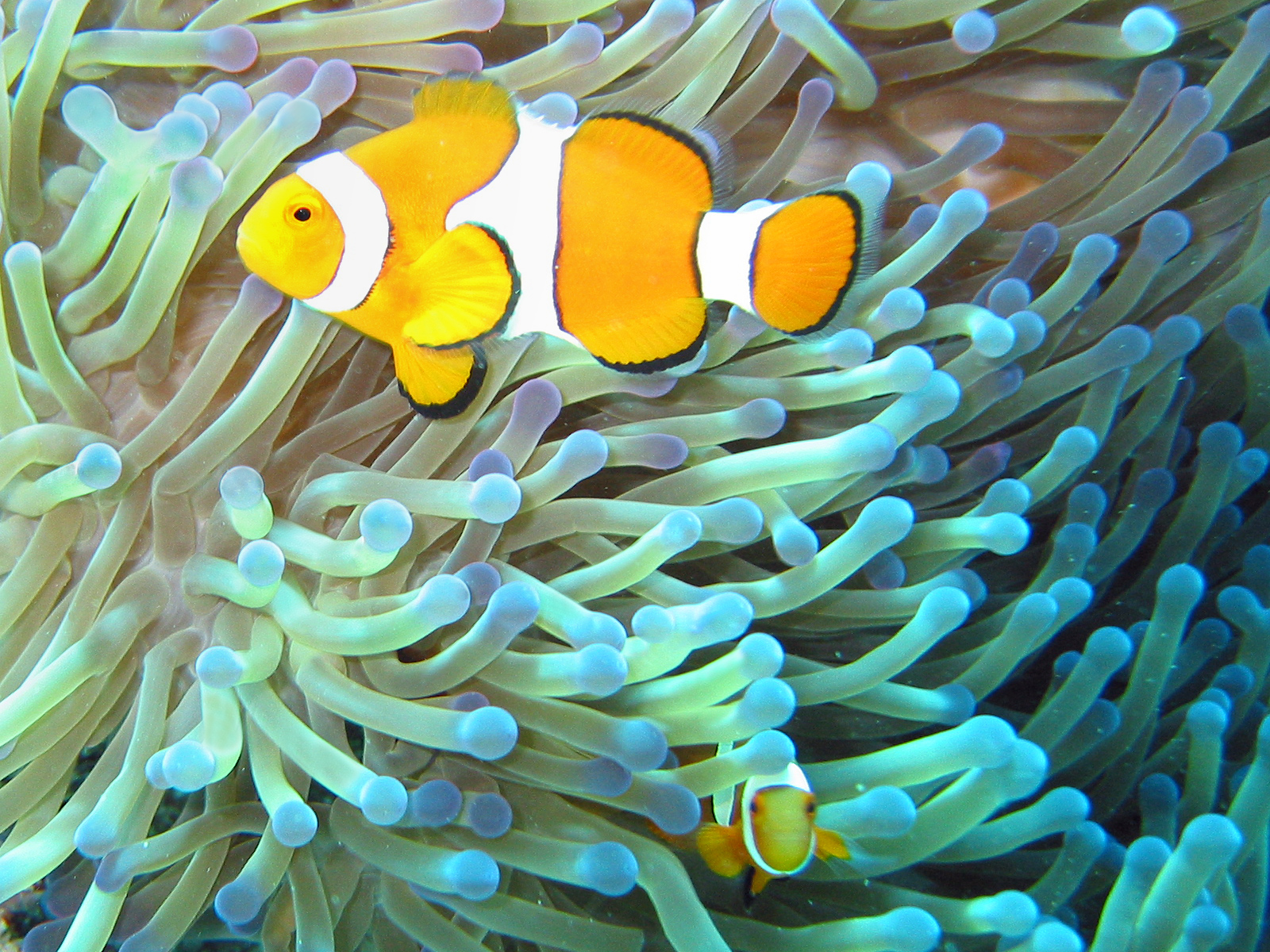
De hoofdrolspeler Nemo en zijn vader zijn clownvissen

Finding Nemo (in Nederland en Vlaanderen ook wel Op zoek naar Nemo) is de vijfde avondvullende animatiefilm van Pixar, gedistribueerd door Walt Disney Pictures. Op 30 mei 2003 ging deze film in de Verenigde Staten in première en op 10 oktober in het Verenigd Koninkrijk.
De film was een zeer groot succes en hij kreeg meer dan dertig prijzen, waaronder een Oscar voor beste animatiefilm. Finding Nemo was wereldwijd een enorm kassucces, met een opbrengst van bijna 865 miljoen dollar. Alleen The Lord of the Rings: The Return of the King was succesvoller in 2003, die film bracht zelfs meer dan één miljard dollar op.

## Verhaal
Aan het begin van de film zijn de clownvis Marlin en zijn vrouw Coralie net verhuisd naar een nieuwe anemoon. Hun geluk is maar kort daar Coralie en bijna alle eitjes die ze had gelegd, worden verslonden door een barracuda. Slechts één ei overleeft het. Marlin besluit het visje uit dit ei Nemo te noemen, een naam die Coralie had bedacht. Nemo heeft één vinnetje dat kleiner is dan normaal. Zijn vader en hij noemen het dan ook Nemo's geluksvin. Dat is eigenlijk een soort litteken van de aanval van de barracuda. Het incident maakt Marlin verder overdreven neurotisch en beschermend tegenover Nemo.
Wanneer Nemo ouder is, is het tijd voor hem om naar school te gaan. Marlin volgt Nemo, tegen diens wil, om er absoluut zeker van te zijn dat hij veilig is. Nemo heeft het duidelijk gehad met zijn vaders gedrag. Om te bewijzen dat er geen gevaar is, verlaat hij het koraalrif. Hij wordt echter gezien door twee duikers. Een van de duikers vangt Nemo in een netje en neemt hem mee.
Marlin zet zich over zijn angst voor de open zee heen om Nemo terug te halen. Hij ontmoet Dory, een doktersvis die lijdt aan kortetermijn-geheugenverlies. Een van de duikers is zijn duikbril verloren, en Marlin vindt deze bril. Op de bril staat het adres van de duiker geschreven. Met hulp van Dory, die kan lezen, komen ze erachter dat Nemo nu in Sydney is. Dory vergezelt Marlin naar Sydney op zijn zoektocht naar Nemo. De twee komen onder andere drie vegetarische haaien, een school kwallen en een groep zeeschildpadden tegen. Die laatste helpen hen een groot eind op weg. Ten slotte worden Marlin en Dory opgeslokt door een bultrug die hen via het spuitgat weer naar buiten blaast, wat hen het laatste stuk naar Sydney vervoert.
Ondertussen wordt Nemo in Sydney door de duiker die hem meenam in een aquarium geplaatst. De duiker blijkt een tandarts te zijn. Het aquarium staat in zijn praktijk. In het aquarium ontmoet Nemo een aantal andere vissen. Wanneer deze horen dat de tandarts Nemo cadeau wil doen aan zijn nichtje Darla, maken ze plannen om Nemo te helpen ontsnappen, omdat Darla erom bekendstaat zo ruw met vissen om te gaan, dat de vissen overlijden. Gill, de leider van de vissen, haalt Nemo ertoe over het waterzuiveringssysteem van het aquarium te saboteren, zodat het water snel vervuild zal raken en de tandarts het aquarium moet verschonen. Hij zal de vissen dan tijdelijk uit het aquarium moeten halen, zodat ze hopelijk kunnen ontsnappen. De eerste poging faalt en kost Nemo bijna het leven. Wanneer hij van Nigel, een Bruine pelikaan, hoort dat zijn vader naar hem op zoek is, onderneemt hij een tweede poging, ditmaal met succes. De tandarts installeert echter een nieuw reinigingssysteem.
In de haven van Sydney worden Marlin en Dory door Nigel gered van een groep meeuwen, en naar de tandartspraktijk gebracht. Daar is Darla ook net aangekomen om Nemo op te halen. Nemo besluit te doen of hij dood is zodat de tandarts hem niet met Darla mee zal geven. Marlin ziet dit echter, en denkt dat hij te laat is. Hij en Dory keren depressief terug naar de zee. Na hun vertrek helpt Gill Nemo om te ontsnappen door de gootsteen, waarna hij via de riolen in zee belandt.
Nemo vindt in de zee Marlin en Dory terug. Wanneer Dory wordt opgevist door een vissersboot, helpt Nemo de vissen te ontsnappen door hen aan te sporen allemaal naar beneden te zwemmen. Marlin beseft dat Nemo zichzelf best kan redden. Het drietal keert huiswaarts.
In de epiloog van de film is te zien hoe de vissen uit het aquarium alsnog ontsnappen wanneer de tandarts het aquarium schoonmaakt.

## Rolverdeling
| Personage*            | Engelse versie    | Nederlandse versie       | Vlaamse versie       |
| --------------------- | ----------------- | ------------------------ | -------------------- |
| Marlin                | Albert Brooks     | Jeroen van Koningsbrugge | Stany Crets          |
| Dory                  | Ellen DeGeneres   | Annick Boer              | Sien Eggers          |
| Nemo                  | Alexander Gould   | Jasper Sohier            | James de Graef       |
| Gill                  | William Dafoe     | Huub Stapel              | Rick de Leeuw        |
| Bloat (Dick)          | Brad Garrett      | Frits Lambrechts         | Sergio               |
| Peach (Sterre)        | Allison Janney    | Marjolijn Touw           | Friedl' Lesage       |
| Gurgle (Gorgel)       | Austin Pendleton  | Albert Verlinde          | Jean Blaute          |
| Bubbles               | Stephen Root      | Reinder van der Naalt    | Koen De Bouw         |
| Deb & Flo (Ge & Tij)  | Vicki Lewis       | Marjolein Algera         | Andrea Croonenberghs |
| Jacques               | Joe Ranft         | Arnold Gelderman         | Jean-Paul Dermont    |
| Nigel                 | Geoffrey Rush     | Johnny Kraaijkamp jr.    | Warre Borgmans       |
| Crush                 | Andrew Stanton    | Han Oldigs               | Chris Dusauchoit     |
| Coral (Coralie)       | Elizabeth Perkins | Tamar Baruch             | Evy Gruyaert         |
| Mr. Ray (Meester Ray) | Bob Peterson      | Bartho Braat             | Wim Opbrouck         |
| Bruce                 | Barry Humphries   | Ron Brandsteder          | Guy Mortier          |
| Anchor                | Eric Bana         | Beau van Erven Dorens    | Rob Vanoudenhoven    |
| Chum                  | Bruce Spence      | Henny Huisman            | Mark Uytterhoeven    |
| Dentist (Tandarts)    | Bill Hunter       | Kees van Lier            | Ludo Hellinx         |
| Darla                 | LuLu Ebeling      | Yannick Voogd            | Valerie Lybeert      |
| Puck                  |                   | Eelco Smits              | Yolan Merckx         |

* Tussen haakjes staat de Nederlandstalige naam van het personage aangegeven.
De overige stemmen zijn ingesproken door Frank Focketyn, Dennis Kivit, Noe Sewratten, Just Meijer, Skip Vial, Jeremy Baker, Mats Dekker, Yannick van Amerongen, Bobby van Amerongen, Siemen van Duin, Isa van Duin, Linsey Omanette, Barbara Straathof en Monique Tesselaar.

## Achtergrond

### Plagiaat?
Volgens de Franse kinderboekenschrijver Franck Le Calvez heeft Disney het verhaal en de personages van Finding Nemo gestolen uit zijn boek Pierrot Le Poisson-Clown (Pierrot de Clownvis). Dit verhaal is al sinds 1995 auteursrechtelijk beschermd en ging in première in november 2002. Franck Le Calvez en zijn jurist Pascal Kamina eisten een gedeelte van de winst van alle Finding Nemo-producten die in Frankrijk zijn verkocht. In maart 2004 verloren Le Calvez en Kamina de rechtszaak. In februari 2005 maakte de Amerikaanse tandarts Dennis G. Sternberg bekend dat Disney/Pixar het verhaal heeft gestolen van een verhaal dat hijzelf al in de jaren 90 had geschreven, met de bedoeling er een film van te maken. Die film zou Peanut Butter the Jelly Fish (Pindakaas de Kwal) gaan heten. Stenberg liet later weten geen rechtszaak te zullen beginnen, omdat hij het zich niet kon permitteren te verliezen. Stenberg zou de kosten van de rechtszaak namelijk zelf moeten opbrengen wanneer hij zou verliezen.

### Het zwarte visje
Finding Nemo heeft volgens sommigen overeenkomsten met het kinderverhaal Het zwarte visje van de Iraanse schrijver Samad Behrangi (1939-1967). In dit verhaal heeft een zwart visje bedenkingen over de cultuur en tradities van de beek waar hij in leeft. Om een antwoord te vinden op zijn vragen en twijfels vertrekt hij uit de beek op weg naar de oceaan. Onderweg ontmoet hij verschillende dieren met verschillende opvattingen. Sommigen proberen hem te stoppen, anderen willen helpen zijn droom uit te laten komen. Ook hierin komen een pelikaan, roofvogels en een visnet voor. Het verhaal representeert een ieder die gebrek aan vrijheid heeft en het wil bereiken, speciaal in het Midden-Oosten.

### Musical
In 2006 waren er al geruchten, maar sinds januari 2007 draait er in Disney's Animal Kingdom, een pretpark van de firma Disney waarin dieren centraal staan, een musical getiteld Finding Nemo. De liedjes voor die musical zijn geschreven door Robert Lopez en zijn vrouw Kristen Anderson-Lopez.

## Prijzen en nominaties
| Jaar | Prijs                                              | Categorie                                                                               | Genomineerden | Status                                                              |
| ---- | -------------------------------------------------- | --------------------------------------------------------------------------------------- | --- | ------------------------------------------------------------------- |
| 2003 | DVD Exclusive Awards                               | Best Behind-the-Scenes Program (New for DVD), (for "Making Nemo")                       | Rick Butle & Bill Kinder                                                                                          | Genomineerd                                                         |
| 2003 | DVD Exclusive Awards                               | Best Deleted Scenes, Outtakes and Bloopers                                              | Bill Kinder, Andrew Stanton & Roger Gould                                                                         | Gewonnen (gelijk met "The Osbournes: The First Season--Uncensored") |
| 2003 | DVD Exclusive Awards                               | Best Games and Interactivities                                                          | Bill Kinder & David Jessen                                                                                        | Gewonnen                                                            |
| 2003 | DVD Exclusive Awards                               | Best Menu Design                                                                        | Bill Kinder & David Jessen                                                                                        | Gewonnen                                                            |
| 2003 | DVD Exclusive Awards                               | Best New Movie Scenes                                                                   | Roger Gould | Genomineerd                                                         |
| 2003 | DVD Exclusive Awards                               | Best Overall DVD, New Movie                                                             | Bill Kinder & Jeffrey Lerner                                                                                      | Genomineerd                                                         |
| 2003 | European Film Awards                               | Screen International Award                                                              | Andrew Stanton & Lee Unkrich                                                                                      | Genomineerd                                                         |
| 2003 | Hollywood Film Festival                            | Hollywood Film Award - Animation                                                        | Andrew Stanton | Gewonnen                                                            |
| 2003 | National Board of Review                           | Best Animated Feature                                                                   | | Gewonnen                                                            |
| 2003 | Toronto Film Critics Association                   | Best Animated Film                                                                      | | Gewonnen                                                            |
| 2003 | Washington D.C. Area Film Critics Association      | Best Screenplay, Original                                                               | Bob Peterson, David Reynolds & Andrew Stanton                                                                     | Genomineerd                                                         |
| 2004 | Academy Awards                                     | Beste animatiefilm                                                                      | Andrew Stanton | Gewonnen                                                            |
| 2004 | Academy Awards                                     | Beste originele muziek                                                                  | Thomas Newman | Genomineerd                                                         |
| 2004 | Academy Awards                                     | Beste geluidsbewerking                                                                  | Gary Rydstrom & Michael Silvers                                                                                   | Genomineerd                                                         |
| 2004 | Academy Awards                                     | Beste originele scenario                                                                | Andrew Stanton, Bob Peterson & David Reynolds                                                                     | Genomineerd                                                         |
| 2004 | Academy of Science Fiction, Fantasy & Horror Films | Best Animated Film                                                                      | | Gewonnen                                                            |
| 2004 | Academy of Science Fiction, Fantasy & Horror Films | Best DVD Special Edition Release                                                        | | Genomineerd                                                         |
| 2004 | Academy of Science Fiction, Fantasy & Horror Films | Best Music                                                                              | Thomas Newman | Genomineerd                                                         |
| 2004 | Academy of Science Fiction, Fantasy & Horror Films | Best Supporting Actress                                                                 | Ellen DeGeneres                                                                                                   | Gewonnen                                                            |
| 2004 | Academy of Science Fiction, Fantasy & Horror Films | Best Writing                                                                            | Andrew Stanton, Bob Peterson & David Reynolds                                                                     | Genomineerd                                                         |
| 2004 | Amanda Awards                                      | Best Foreign Film (Årets utenlandske kinofilm)                                          | Andrew Stanton | Genomineerd                                                         |
| 2004 | American Cinema Editors                            | Best Edited Feature Film - Comedy or Musical                                            | David Ian Salter & Lee Unkrich                                                                                    | Genomineerd                                                         |
| 2004 | The American Screenwriters Association             | Discovery Screenwriting Award                                                           | Andrew Stanton, Bob Peterson & David Reynolds                                                                     | Genomineerd                                                         |
| 2004 | Annie Awards                                       | Outstanding Achievement in an Animated Theatrical Feature                               | | Gewonnen                                                            |
| 2004 | Annie Awards                                       | Outstanding Character Animation                                                         | David Devan | Genomineerd                                                         |
| 2004 | Annie Awards                                       | Outstanding Character Animation                                                         | Doug Sweetland | Gewonnen                                                            |
| 2004 | Annie Awards                                       | Outstanding Character Animation                                                         | Gini Santos | Genomineerd                                                         |
| 2004 | Annie Awards                                       | Outstanding Character Design in an Animated Feature Production                          | Ricky Nierva | Gewonnen                                                            |
| 2004 | Annie Awards                                       | Outstanding Directing in an Animated Feature Production                                 | Andrew Stanton & Lee Unkrich                                                                                      | Gewonnen                                                            |
| 2004 | Annie Awards                                       | Outstanding Effects Animation                                                           | Justin Paul Ritter                                                                                                | Genomineerd                                                         |
| 2004 | Annie Awards                                       | Outstanding Effects Animation                                                           | Martin Nguyen | Gewonnen                                                            |
| 2004 | Annie Awards                                       | Outstanding Music in an Animated Feature Production                                     | Thomas Newman | Gewonnen                                                            |
| 2004 | Annie Awards                                       | Outstanding Production Design in an Animated Feature Production                         | Ralph Eggleston                                                                                                   | Gewonnen                                                            |
| 2004 | Annie Awards                                       | Outstanding Voice Acting in an Animated Feature Production                              | Ellen DeGeneres                                                                                                   | Gewonnen                                                            |
| 2004 | Annie Awards                                       | Outstanding Writing in an Animated Feature Production                                   | Andrew Stanton, Bob Peterson & David Reynolds                                                                     | Gewonnen                                                            |
| 2004 | BAFTA Awards                                       | Best Screenplay, Original                                                               | Andrew Stanton, Bob Peterson & David Reynolds                                                                     | Genomineerd                                                         |
| 2004 | BMI Film & TV Awards                               | BMI Film Music Award                                                                    | Thomas Newman | Gewonnen                                                            |
| 2004 | Chicago Film Critics Association                   | Best Picture                                                                            | | Genomineerd                                                         |
| 2004 | Chicago Film Critics Association                   | Best Supporting Actress                                                                 | Ellen DeGeneres                                                                                                   | Genomineerd                                                         |
| 2004 | Critics' Choice Awards                             | Best Animated Feature                                                                   | | Gewonnen                                                            |
| 2004 | Critics' Choice Awards                             | Best Picture                                                                            | | Genomineerd                                                         |
| 2004 | Dallas-Fort Worth Film Critics Association Awards  | Best Animated Film                                                                      | | Gewonnen                                                            |
| 2004 | European Film Awards                               | Screen International Award                                                              | Andrew Stanton & Lee Unkrich                                                                                      | Genomineerd                                                         |
| 2004 | Florida Film Critics Circle Awards                 | Best Animation                                                                          | | Gewonnen                                                            |
| 2004 | Genesis Awards                                     | Feature Film - Animated                                                                 | | Gewonnen                                                            |
| 2004 | Golden Globes                                      | Best Motion Picture - Musical or Comedy                                                 | | Genomineerd                                                         |
| 2004 | Golden Trailer Awards                              | Best Animation/Family                                                                   | | Genomineerd                                                         |
| 2004 | Hugo Awards                                        | Best Dramatic Presentation - Long Form                                                  | | Genomineerd                                                         |
| 2004 | Humanitas Prize                                    | Feature Film Category Award                                                             | Andrew Stanton, Bob Peterson & David Reynolds                                                                     | Genomineerd                                                         |
| 2004 | Kansas City Film Critics Circle Awards             | Best Animated Film                                                                      | | Gewonnen                                                            |
| 2004 | Kids' Choice Awards                                | Favorite Movie                                                                          | | Gewonnen                                                            |
| 2004 | Kids' Choice Awards                                | Favorite Voice from an Animated Movie                                                   | Ellen DeGeneres                                                                                                   | Gewonnen                                                            |
| 2004 | Las Vegas Film Critics Society                     | Best Animated Film                                                                      | | Gewonnen                                                            |
| 2004 | MTV Movie Awards                                   | Best Comedic Performance                                                                | Ellen DeGeneres                                                                                                   | Genomineerd                                                         |
| 2004 | MTV Movie Awards                                   | Best Movie                                                                              | | Genomineerd                                                         |
| 2004 | Motion Picture Sound Editors                       | Best Sound Editing in Animated Features - Music                                         | Bill Bernstein | Gewonnen                                                            |
| 2004 | Motion Picture Sound Editors                       | Best Sound Editing in Feature Film, Animated - Sound                                    | Gary Rydstrom, Michael Silvers, Al Nelson, Shannon Mills, Teresa Eckton, E.J. Holowicki, Dee Selby & Steve Slanec | Genomineerd                                                         |
| 2004 | Online Film Critics Society                        | Best Animated Feature                                                                   | | Gewonnen                                                            |
| 2004 | Phoenix Film Critics Society Awards                | Best Animated Film                                                                      | | Gewonnen                                                            |
| 2004 | Phoenix Film Critics Society Awards                | Best Picture                                                                            | | Genomineerd                                                         |
| 2004 | Satellite Awards                                   | Best Motion Picture, Animated or Mixed Media                                            | | Genomineerd                                                         |
| 2004 | Satellite Awards                                   | Best Original Score                                                                     | Thomas Newman | Genomineerd                                                         |
| 2004 | Satellite Awards                                   | Best Youth DVD                                                                          | | Genomineerd                                                         |
| 2004 | Satellite Awards                                   | Best DVD Extras                                                                         | | Gewonnen                                                            |
| 2004 | Science Fiction and Fantasy Writers of America     | Best Script                                                                             | Andrew Stanton, Bob Peterson & David Reynolds                                                                     | Genomineerd                                                         |
| 2004 | Visual Effects Society Awards                      | Outstanding Character Animation in an Animated Motion Picture (voor "Inside the Whale") | Andrew Gordon & Brett Coderre                                                                                     | Genomineerd                                                         |
| 2004 | Visual Effects Society Awards                      | Outstanding Character Animation in an Animated Motion Picture (voor "Speaking Whale")   | David DeVan and Gini Santos                                                                                       | Gewonnen                                                            |
| 2004 | Young Artist Awards                                | Best Family Feature Film - Animation                                                    | | Gewonnen                                                            |
| 2004 | Young Artist Awards                                | Best Performance in a Voice-Over Role - Young Actor                                     | Alexander Gould                                                                                                   | Gewonnen                                                            |
| 2004 | Young Artist Awards                                | Best Performance in a Voice-Over Role - Young Actress                                   | Erica Beck | Gewonnen                                                            |

## Trivia
- Finding Nemo zou aanvankelijk in première gaan in november 2002.
- De film is opgedragen aan Pixar-medewerker Glenn McQueen. Hij overleed op 29 oktober 2002, enkele maanden voor de première van de film. McQueen werkte mee aan diverse grote films van Pixar.
- Het meisje Darla (nichtje van de tandarts, en bijna de veroorzaker van Nemo's dood) is vernoemd naar Darla K. Anderson, producent van Monsters en co. en Cars.
- In het kantoor van de tandarts ligt een Buzz Lightyear-actiefiguurtje (bekend van de Pixar-filmserie Toy Story) op de grond.
- Twee voertuigen die in de Disney/Pixar-film Cars te zien zijn, zijn ook in deze film kort te zien; namelijk Luigi en de Pizza Planet-vrachtwagen, die ook al in Toy Story, Een luizenleven, Toy Story 2 en Monsters en co was te zien. Finding Nemo bevat daarnaast nog vele andere verwijzingen naar (Pixar)films.
- Een bedrijf dat aquarium-waterfilters maakt bracht vlak na de première van Finding Nemo een waarschuwing naar buiten dat vissen die in het riool belanden de reis naar de zee niet zullen overleven vanwege een reinigingsproces dat wordt uitgevoerd voordat het water in de zee belandt. Het bedrijf was namelijk bang dat kinderen hun vissen wilden "bevrijden" en terug wilden brengen naar zee.
- Al sinds 1997 werden er voorbereidingen voor de film genomen. Vanaf januari 2000 werd er ook echt gewerkt aan de animatie van de film. Op het hoogtepunt waren er 180 personen werkzaam bij het productieproces van de film.
- De dvd van Finding Nemo was in 2005 de bestverkochte dvd die tot dan toe ooit was gemaakt.
- Het kostte wel vier dagen om sommige beeldjes van de film te renderen. De oorzaak daarvan is de complexe onderwaterwereld en de lichtinval van de zon, die geheel berekend moest worden.
- Danny Elfman en Hans Zimmer weigerden de muziek te componeren voor de film. Dit is uiteindelijk gedaan door Thomas Newman en Robbie Williams.
- In het Walt Disney Studios Park in Disneyland Parijs is een indoor achtbaan te vinden die is gethematiseerd naar de film: Crush's Coaster.
- De animatoren van Pixar werden voor het maken van deze film geholpen door een team van biologen die hen vertelden hoe de vissen zich voortbewegen en gedragen.
- Een van deze biologen sprak na het bekijken van de film zijn verbazing uit over het feit dat Marlin en Dory in de film uit het spuitgat van een walvis werden gespoten, aangezien dit in werkelijkheid onmogelijk is. De korte maar krachtige reactie van de animatoren hierop was: "Vissen kunnen ook niet praten."